# V Ceti
V Ceti är en pulserande variabel av Mira Ceti-typ i Valfiskens stjärnbild.
Stjärnan varierar mellan magnitud +8,6 och 14,8 med en period av 260 dygn.